# Bart Verbruggen
Bart Verbruggen (født 18. august 2002 i Zwolle, Holland) er en hollandsk fodboldspiller, der spiller for Premier League-klubben Brighton & Hove Albion og det hollandske landshold.

## Klubkarriere

### Anderlecht
Den 2. maj 2021 debuterede Bart Verbruggen for Anderlecht’s førstehold mod Club Brugge, som endte 2-2.

### Brighton & Hove Albion
Den 3. juli 2023 blev det offentliggjort, at Bart Verbruggen blev købt af Brighton for 19 millioner euro. Den 26. august 2023 debuterede han for Brighton mod West Ham.

## Landsholdskarriere
Den 13. oktober 2023 debuterede Bart Verbruggen for Hollands seniorlandshold mod Frankrig, som endte med et 2-1 tab til Holland.